# Orehovečki
| Orehovečki          | Orehovečki                          |
| ------------------- | ----------------------------------- |
|                     |                                     |
| Staat               | Kroatien, Habsburgermonarchie       |
| Stammhaus           | Orehovečki                          |
| Gründung            | 13. Jahrhundert                     |
| Ethnizität          | Kroatisch                           |
| Gründer             | Pavao Orehovečki                    |
| Aktuelles Oberhaupt | (Gräfliche Linie ausgestorben 1727) |
|                     |                                     |

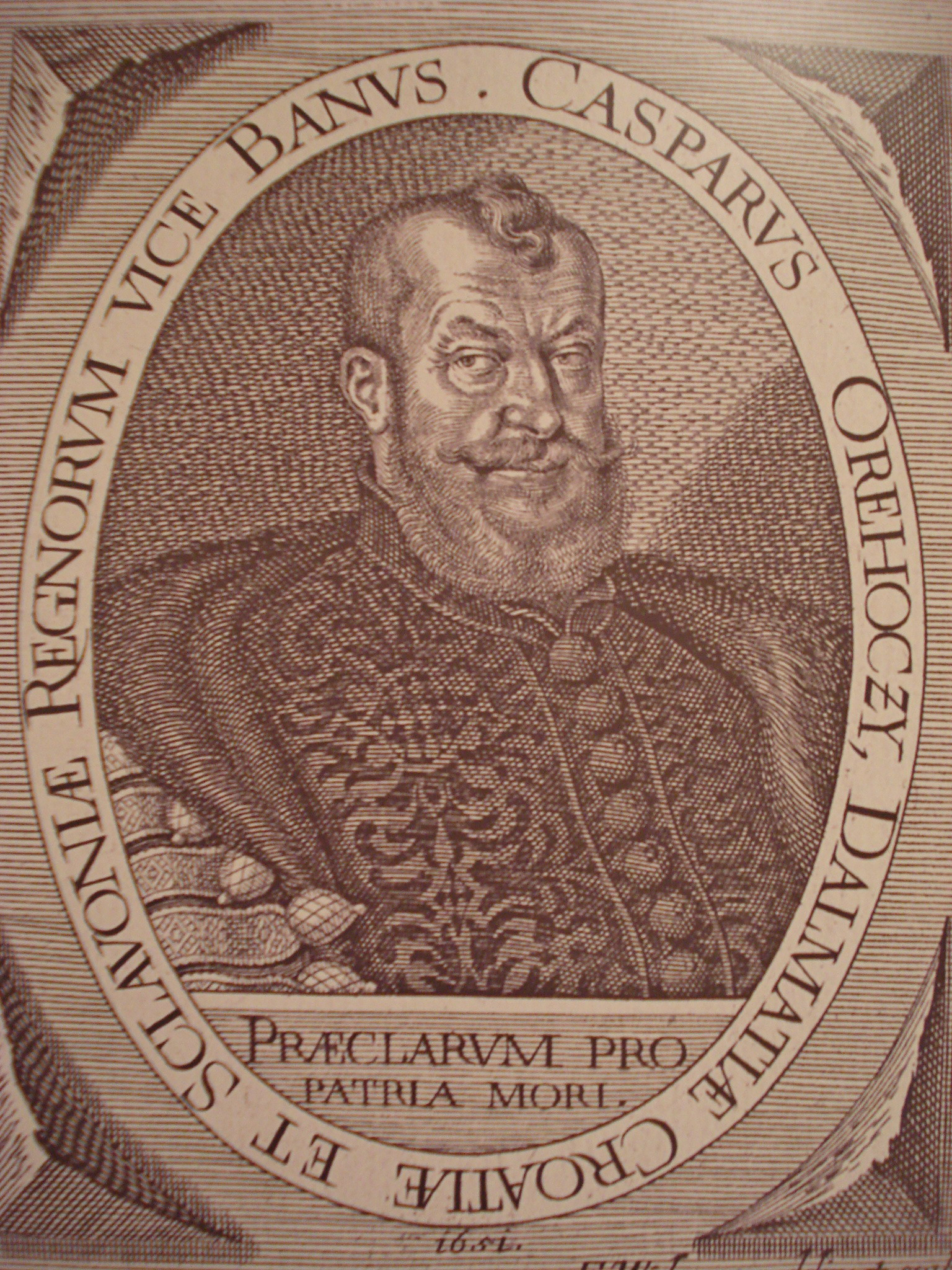
Gašpar Orehovečki (*~1600; †1672), Vize-Ban von Kroatien (1647–1670)

Orehovečki (deutsch Orechowetschki; ungarisch Orehóczi, Orehoczy) ist der Name eines alten kroatischen Adelsgeschlechts, das ursprünglich aus Sveti Petar Orehovec bei Križevci in der ehemaligen Komitat Bjelovar-Križevci in Nordkroatien stammt und ihren Höhepunkt im 17. Jahrhundert erreichte. Durch den Eheverbindungen wurde das Geschlecht mit vielen anderen einflussreichen Adelsfamilien verbunden, unter anderen mit Keglević, Patačić, Ratkaj und Alapić. Einige Angehörige des Geschlechts wurden in hohe staatliche und militärische Dienstgrade berufen, sowie Prälaten.

## Geschichtlicher Überblick
In den schriftlichen Quellen wurden die ersten Angehörigen des Geschlechts seit dem 13. Jahrhundert erwähnt. Pavao/Paul Orehovečki lebte um 1300, sein Sohn Juraj/Georg wurde 1334 genannt und sein Enkel Martin um 1320 geboren (er starb nach 1375). Nach ihrem Grundbesitz in Sveti Petar Orehovec, trugen sie seit dem 16. Jahrhundert den Familiennamen Orehovečki.
In den folgenden Jahrhunderten erweiterte das Adelsgeschlecht sein Vermögen in den Ortschaften Guščerovec, Tosovec, Trem und Psarjevo. Der Guščerovec-Zweig des Geschlechts erreichte einen weiteren Aufstieg, als Stjepan / Stephan / Orehovečki (* um 1640; † 1703), 1690 in den Grafenstand erhoben wurde. Er war ein Sohn des Freiherrn Gašpar/Kaspar Orehovečki (* um 1600; † 1672), Vize-Ban von Kroatien, der unter dem Ban und Feldherrn Nikola Zrinski diente. Da später Stjepans Sohn Stanislav/Stanislaus (* um 1681; † 1727) ohne männlichen Nachfahren blieb und 1727 ums Leben kam, starb der gräflicher Zweig des Geschlechts aus.

## Burgen und Schlösser
Das Adelsgeschlecht Orehovečki besaß einige Burgen und Schlösser im damaligen Kroatien, meistens im Norden, unter anderem die Burgen Veliki Kalnik und Mali Kalnik, sowie das Schloss Gornja Rijeka, nahe der Stadt Križevci.

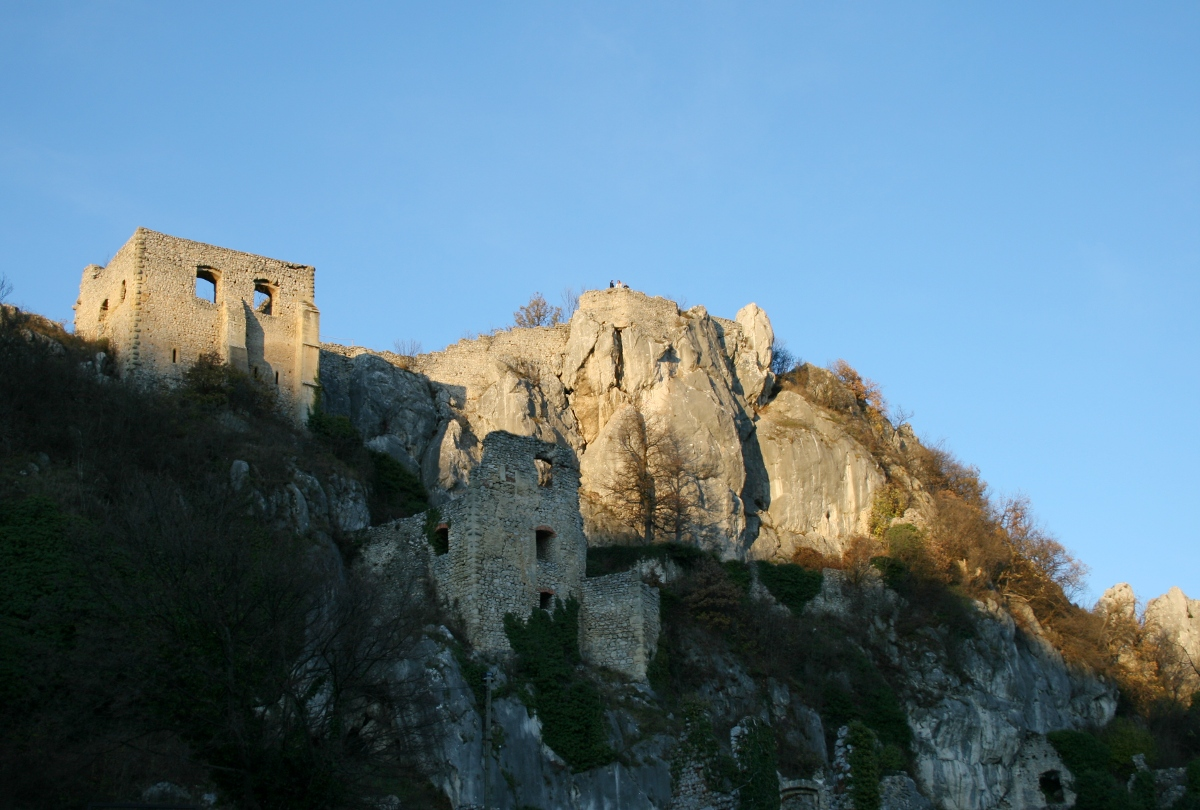
Burg Veliki Kalnik
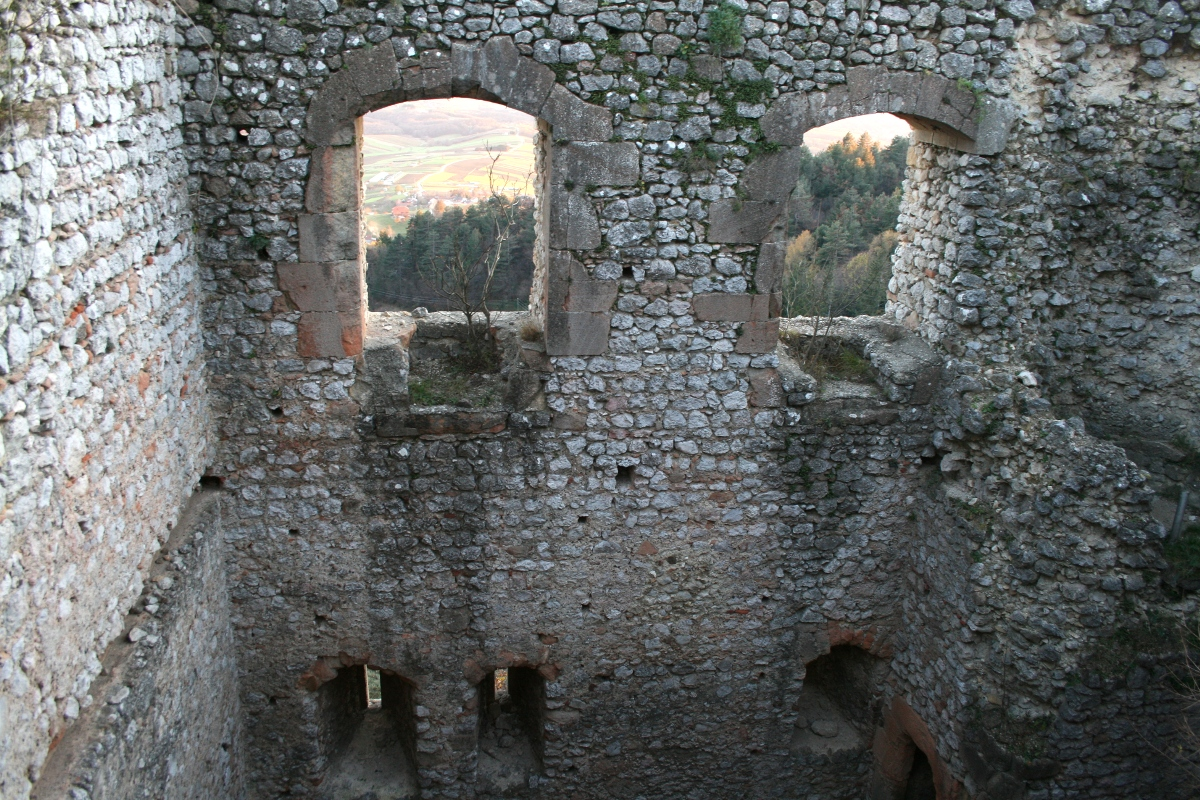
Burg Mali Kalnik
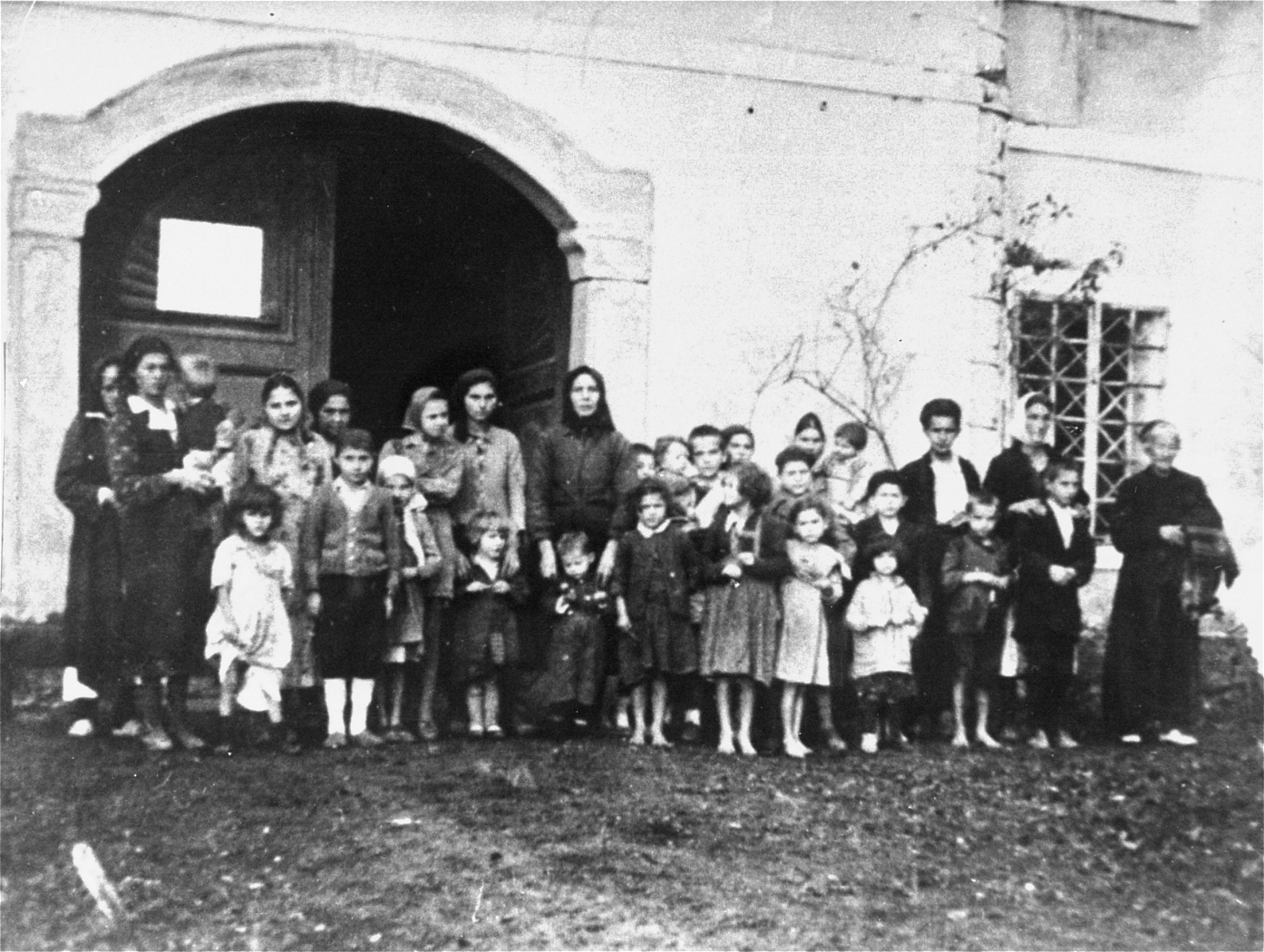
Eingang zum Schloss Gornja Rijeka